# Петров, Георги
Георги Петров Николов, известный под прозвищами Гёрче и Троячанец (болг. Георги (Гьорче) Петров, около 1865, село Варош, Прилеп, Македония, Османская империя — 28 июня 1921, София, Болгария) — болгарский революционер и один из руководителей Внутренней македонско-одринской революционной организации.

## Биография
Был учителем в городах Штип, Скопье, Битола (1888—1895) и Солунской болгарской мужской гимназии «Св. Кирилл и Мефодий» (1895—1897).
В 1896 году издавал «Материалы по изучению Македонии».
Многолетний член Заграничного представительства ВМОРО. Участник Илинденского восстания.
После младотурецкой революции в Салониках издавал вместе с Антоном Страшимировым журнал «Културное единство».
Во время Балканских войн Гёрче Петров был рядовым-добровольцом нестроевой роты 5-й Одринской дружины Македоно-одринского ополчения Болгарской армии 
Во время Первой мировой войны был градоначальником Драмы.
После войны возглавлял Службу по переселению беженцев из Македонии, Фракии и Добруджи при болгарском МИДе.
Гёрче Петров находился в близких отношениях с премьер-министром Болгарии Александром Стамболийским.
Был убит 28 июня 1921 года в Софии.
В честь Гёрче Петрова назван футбольный стадион в Скопье и македонский футбольный клуб.